# Maria Susanna Cummins
Maria Susanna Cummins (9 aprile 1827 – 1º ottobre 1866) è stata una scrittrice statunitense.
Il suo romanzo più famoso è Il lampionaio (The lamplighter), pubblicato nel 1854. Tale romanzo ebbe subito un grande successo. Nessuno degli altri suoi lavori ricevette lo stesso consenso.

## Opere
- (EN) The Lamplighter, John P. Jewett and Company, 1º marzo 1854.
- (EN) Mabel Vaughan, Londra, Sampson Low, son and co., 1857.
- (EN) El Fureidis, Leipzig, B. Tauchnitz, 1860, OCLC 657010387.
- (EN) Haunted Hearts, Whitefish MT, Kessinger Publishing, 1864.
- (EN) A Talk About Guides, 1864.
- (EN) Around Mull, in The Atlantic Monthly, luglio 1865,  pp. 11-19.